# 프라이펙투스 프라이토리오
프라이펙투스 프라이토리오(라틴어: praefectus praetorio, 그리스어: ἔπαρχος/ὕπαρχος τῶν πραιτωρίων)은 로마 제국의 고위 관직 중 하나이다. 로마 황제의 친위대 지휘관에서 비롯한, 이 관직은 관직을 역임했던 인물들이 황제의 핵심 조력자가 됨에 따라 점차 방대한 법적 그리고 행정적 권한들을 얻게 되었다. 콘스탄티누스 1세 시기에, 권한이 상당히 줄어들어 순전히 민간 행정 관료직으로 바뀌었으며, 콘스탄티누스의 후임자들 치세 기간에는 로마 제국의 최고 행정 단위인 대관구의 최고 지방관이 되었다. 프라이펙투스는 많은 법령들을 이들의 이름으로 반포함에 따라, 다시 한번 정부의 핵심 관료로서 기능하였다. 이러한 기능을 통해, 이 직위는 동로마 제국 (그리고 동고트 왕국)에서 계속해서 임명되었다가, 서기 7세기 이라클리오스 치세 때 방대한 범위의 개혁이 이뤄져 이들의 권한을 줄이고 단순히 속주 행정에 대한 감독자 신분으로 전환시켰다. 이후에도 프라이펙투스 프라이토리오의 마지막 흔적은 동로마 제국에 남아 있었지만 840년대 무렵에 사라졌다.
‘프라이펙투스 프라이토리오’라는 용어는 비문에서 자주 "PR PR" 혹은 "PPO"로 축약된다.

## 역사

### 친위대 사령관
제정 시기에 친위대 혹은 왕실 근위대 들은 한 명에서 두 명, 혹은 세 명의 지휘관 (praefecti praetorio)의 지휘를 받았으며, 이 지휘관들은 황제가 기사 계층에서 선택한 이들이고 그의 마음에 따라 관직을 유지했다. 알렉산데르 세베루스 때부터 이 관직은 원로원 의원들에게도 개방되었고, 기사 계급 출신이 여기에 임명되었을 경우 동시에 원로원 계급으로 신분이 상승하였다. 프라이펙투스 프라이토리오의 군사적 성격을 없애버린 콘스탄티누스 때 이후로는 일반적으로 퇴역한 군인들, 그 중에서도 사병에서부터 승진했던 이들이 주로 맡았다. 시간이 지나면서 이들이 지닌 지휘권은 프라이펙투스 우르비가 지휘하는 병(cohortes urbanae)을 제외한 이탈리아 내 모든 병력들을 포함하게 된 것처럼 보인다.
친위대라는 특수한 위치는 그들에게 로마 정부 내에 힘을 가져다 주었고, 친위대의 지휘관인 프라이펙투스 프라이토리오는 곧 로마 사회에서 가장 강력한 인물 중 한 명이 되었다. 황제들은 친위대들을 비위 맞춰주고 통제하려 했으나, 친위대들은 수많은 쿠데타를 일으켰고 빠른 황제 교체 빠른 황제 교체 비율에 기여하였다. 따라서 친위대는 친위대라는 조직의 의도와 달리 로마 정부를 뒤흔들어놨다. 프라이펙투스 프라이토리오는 제정 후기에 들어서서 해당 관직이 로마 제국의 핵심 관료 임무들과 더불어 친위대에 대한 직접적인 지휘권이 합쳐지며, 주요한 행정 관직이 되었다. 디오클레티아누스는 제국의 행정 및 군사 구조에 대한 방대한 개혁의 일부로써 이들의 권한들을 상당히 줄였다.

### 행정관으로 전환

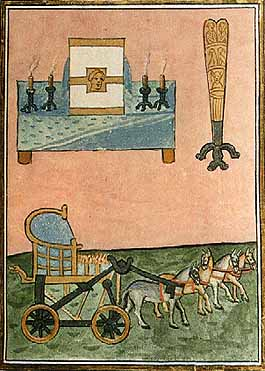
노티티아 디그니타툼에 묘사된 일리리쿰 대관구의 문장: 상아로 된 잉크병과 펜 케이스 (theca), 책상을 뒤덮은 푸른색 천 위에 올려져 있는 관직 임명에 대한 문서, 관용 마차.

군사적 기능과 더불어, 프라이펙투스 프라이토리오는 형사사건에 대한 재판권을 얻었는데, 그는 단순히 대리가 아닌 황제의 대표자라는 신분으로써 이 업무를 수행했다. 디오클레티아누스 시기 쯤에는 황제의 부섭정 및 ‘대신’ 같은 대고관의 일종이 되었다. 콘스탄티누스는 312년에 실제적 군 지휘권을 없앴다. 프라이펙투스는 로마군의 병참을 책임지는 핵심 병참 지휘관 역할을 유지하였다. 또한 제국의 대규모 예산을 편성하는 핵심 재정 관료이기도 했으며, 제국의 부유층들에게 부과된 국가에서 실시하는 종교 의무 행사를 담당하기도 했다. 추가적으로 행정 당국의 대표라는 지위가 사라졌고 궁정 소속 고위 관료들과 이 지위를 공유해야만 했다. 331년에 콘스탄티누스는 프라이펙투스 프라이토리오의 선고 결과를 가지고 항소 절차를 밟을 수 없음을 승인하였다. 민사 부문에서 유사한 사법권도 셉티미우스 세베루스 시기 이전에 프라이펙투스가 얻었다. 이에 따라 법적 지식이 치세 때 이 관직의 요구조건이 되었으며, 마르쿠스 아우렐리우스와 콤모두스 치세 그리고 특히나 세베루스 치세 때부터는 당대 최고의 법학자들 (파피니아누스, 울피아누스, 파울루스 등)이 이 직위를 역임했고, 유스티니아누스 1세 치세 요안네스 카파도키스 때부터는, 군사적 요건은 점점 더 뒷전으로 떨어졌다.
디오클레티아누스의 사두 정치 체재 개혁 (296년경)은 프라이펙투스 프라이토리오의 수를 늘렸는데, 정제 한 명 당 친위대의 사령관으로서보다는 최고 관료 (군사 및 행정) 지위로서 한 명씩 있게 되었다. 프라이펙투스들 각자는 디오클레티아누스가 만들어낸 네 구역 중 한 곳을 관장하였으며, 이 구역들은 서기 330년경 콘스탄티누스의 어린 아들들에게 배정된 대관구가 되었다. 395년부터는 로마 (이후에는 라벤나)와 콘스탄티노폴리스 등 왕궁이 두 개만이 남게 되었으나, 대관구 네 곳은 비키리우스들이 담당한 관구 (로마 속주들의 집합체)들을, 통솔하는 최고 행정 단위로 남았다.
콘스탄티누스 1세 치세 때, 마기스테르 밀리툼 직위 개설이 프라이펙투스 프라이토리오의 군사적 성격을 가져갔으나 제국의 고위 민간 관료직이라는 지위는 유지되었다.

### 게르만족 시기
프라이펙투스 프라이토리오는 서로마 제국이 게르만족의 이탈리아 침입에 무너진 뒤에도 유지되었던 여러 직위 중 하나였으며, 대표적으로 콘스탄티노폴리스의 명목상 가신이었던 동고트 왕 테오도리크 대왕의 궁전의 경우가 그랬는데, 테오도리크는 로마 시대의 행정 방침을 그대로 유지했었다.

## 프라이펙투스 프라이토리오로 알려진 인물 목록
다음은 기원전 2세기 아우구스투스가 직위를 설립했을 때부터 314년에 친위대가 폐지될 때까지 프라이펙투스 프라이토리오로 알려진 인물들의 목록이다. 이 목록은 직위를 수행한 정확한 인물들의 수, 인물들의 이름, 재임 시기 등을 기록한 사료들의 부족 때문에 불안전하다고 여겨진다. 더욱이, 친위대는 가끔씩 세야누스나 부르루스 경우처럼 한 명의 프라이펙투스의 지휘를 받기도 했으나, 보다 자주 로마 황제들은 공동의 지휘권을 가진 프라이펙투스 두 명씩을 임명했었다. 목록의 겹치는 시기는 공동 지휘를 나타낸다.

### 율리우스-클라우디우스 왕조(기원전 2년–서기 68년)
| 프라이펙투스                        | 임기            | 임명자                   |
| ----------------------------------- | --------------- | ------------------------ |
| 푸블리우스 살비우스 아페르          | 기원전 2년 – ?? | 아우구스투스             |
| 퀸투스 오스토리우스 스카풀라        | 기원전 2년 – ?? | 아우구스투스             |
| 푸블리우스 바리우스 리구르          | ??              | 아우구스투스             |
| 루키우스 세이우스 스트라보          | ?? – 15년       | 아우구스투스, 티베리우스 |
| 루키우스 아일리우스 세야누스        | 14 – 31년       | 티베리우스               |
| 퀸투스 나이비우스 수토리우스 마크로 | 31 – 38년       | 티베리우스, 칼리굴라     |
| 마르쿠스 아르레키누스 클레멘스      | 38 – 41년       | 칼리굴라                 |
| 루키우스 아르룬티우스 스텔라        | 38 – 41년       | 칼리굴라                 |
| 루프리우스 폴리오                   | 41 – 44년       | 클라우디우스             |
| 카토니우스 유스투스                 | 41 – 43년       | 클라우디우스             |
| 루프리우스 크리스피누스             | 43 – 51년       | 클라우디우스             |
| 루키우스 루시우스 게타              | 44 – 51년       | 클라우디우스             |
| 섹스투스 아프라니우스 부르루스      | 51 – 62년       | 클라우디우스, 네로       |
| 루키우스 파이니우스 루푸스          | 62 – 65년       | 네로                     |
| 가이우스 아포니우스 티겔리누스      | 62 – 68년       | 네로                     |
| 가이우스 님피디우스 사비누스        | 65 – 68년       | 네로                     |

### 네 명의 황제의 해(서기 68–69년)
| 프라이펙투스          | 임기      | 임명자     |
| --------------------- | --------- | ---------- |
| 코르넬리우스 라코     | 68 – 69년 | 갈바       |
| 플로티우스 피르무스   | 69년      | 오토       |
| 리키니우스 프로쿨루스 | 69년      | 오토       |
| 푸블리우스 사비누스   | 69년      | 비텔리우스 |
| 알페니우스 바루스     | 69년      | 비텔리우스 |
| 유니우스 프리스쿠스   | 69년      | 비텔리우스 |

### 플라비우스 왕조(서기 69–96년)
| 프라이펙투스                       | 임기      | 임명자         |
| ---------------------------------- | --------- | -------------- |
| 아르리우스 바루스                  | 69 – 70년 | 베스파시아누스 |
| 마르쿠스 아르레키누스 클레멘스     | 70 – 71년 | 베스파시아누스 |
| 티베리우스 율리우스 알렉산데르 (?) | 69 – ??년 | 베스파시아누스 |
| 티투스 플라비우스 베스파시아누스   | 71 – 79년 | 베스파시아누스 |
| 루키우스 율리우스 우르수스         | 81 – 83년 | 도미티아누스   |
| 코르넬리우스 푸스쿠스              | 81 – 87년 | 도미티아누스   |
| 루키우스 라베리우스 막시무스       | 83 – 84년 | 도미티아누스   |
| 카스페리우스 아일리아누스          | 84 – 94년 | 도미티아누스   |
| 티투스 플라비우스 노르바누스       | 94 – 96년 | 도미티아누스   |
| 티투스 페트로니우스 세쿤두스       | 94 – 97년 | 도미티아누스   |

### 오현제부터디디우스 율리아누스(서기 96–193년)
| 프라이펙투스                                     | 임기             | 임명자                                    |
| ------------------------------------------------ | ---------------- | ----------------------------------------- |
| 카스페리우스 아일리아누스                        | 96 – 98년        | 네르바                                    |
| 섹스투스 아티우스 수부라누스                     | 98 – 101년       | 트라야누스                                |
| 티베리우스 클라우디우스 리비아누스               | 101 – 117?년     | 트라야누스                                |
| 푸블리우스 아킬리우스 아티아누스                 | 117 – 120년      | 트라야누스, 하드리아누스                  |
| 세르비우스 술피키우스 시밀리스                   | 121 – 123년      | 트라야누스, 하드리아누스                  |
| 가이우스 셉티키우스 클라루스                     | 120 – 123년      | 하드리아누스                              |
| 퀸투스 마르키우스 투르보                         | 120 – 137년      | 하드리아누스                              |
| 마르쿠스 페트로니우스 마메르티누스               | 138 – 143년      | 하드리아누스, 안토니누스 피우스           |
| 마르쿠스 가비우스 막시무스                       | 138 – 158년      | 하드리아누스, 안토니누스 피우스           |
| 가이우스 타티우스 막시무스                       | 158 – 160년      | 안토니누스 피우스                         |
| 섹스투스 코르넬리우스 레펜티누스                 | 160 – 166/7년    | 안토니누스 피우스                         |
| 티투스 푸리우스 빅토리누스                       | 159 – 168년      | 안토니누스 피우스, 마르쿠스 아우렐리우스  |
| 티투스 플라비우스 콘스탄스                       | 168년경          | 마르쿠스 아우렐리우스                     |
| 마르쿠스 마크리니우스 빈덱스                     | 168 – 172년      | 마르쿠스 아우렐리우스                     |
| 마르쿠스 바사이우스 루푸스                       | 168 – 177년      | 마르쿠스 아우렐리우스                     |
| 푸블리우스 타루테니우스 파테르누스               | 179년 무렵 – 182 | 마르쿠스 아우렐리우스, 콤모두스           |
| 섹스투스 티기디우스 페렌니스                     | 180 – 185년      | 콤모두스                                  |
| 페스켄니우스 니게르                              | 185년경          | 콤모두스                                  |
| 마르키우스 콰르투스                              | 185년            | 콤모두스                                  |
| 티투스 롱가이우스 루푸스                         | 185 – 187년      | 콤모두스                                  |
| 푸블리우스 아틸리우스 아이부티아누스             | 185 – 187년      | 콤모두스                                  |
| 마르쿠스 아우렐리우스 클레안데르                 | 187 – 189년      | 콤모두스                                  |
| 루키우스 율리우스 베힐리우스 그라투스 율리아누스 | 188 – 189년      | 콤모두스                                  |
| 레길루스                                         | 189년            | 콤모두스                                  |
| 모틸레누스                                       | 190년            | 콤모두스, 페르티낙스, 디디우스 율리아누스 |
| 퀸투스 아이밀리우스 라이투스                     | 192 – 193년      | 콤모두스, 페르티낙스, 디디우스 율리아누스 |
| 티투스 플라비우스 게니알리스                     | 193년            | 디디우스 율리아누스                       |
| 툴리우스 크리스피누스                            | 193년            | 디디우스 율리아누스                       |

### 세베루스 왕조(서기 193–235년)
| 프라이펙투스                              | 임기            | 임명자                                   |
| ----------------------------------------- | --------------- | ---------------------------------------- |
| 플라비우스 유베날리스                     | 193 – 197?년    | 디디우스 율리아누스, 셉티미우스 세베루스 |
| 데키무스 베투리우스 마크리누스            | 193 – 197?년    | 디디우스 율리아누스, 셉티미우스 세베루스 |
| 가이우스 풀비우스 플라우티아누스          | 197 – 205년     | 셉티미우스 세베루스                      |
| 퀸투스 아이밀리우스 사투르니누스          | 200년           | 셉티미우스 세베루스                      |
| 마르쿠스 아우렐리우스 율리아누스          | 200/205년경     | 셉티미우스 세베루스, 카라칼라            |
| 마르쿠스 플라비우스 드루시아누스          | 204/204년경     | 셉티미우스 세베루스, 카라칼라            |
| 아이밀리우스 파피니아누스                 | 205 – 211년     | 셉티미우스 세베루스, 카라칼라            |
| 퀸투스 마이키우스 라이투스                | 205 – 215?년    | 셉티미우스 세베루스, 카라칼라            |
| 발레리우스 파트루이누스                   | 211? – 212년    | 카라칼라                                 |
| 그나이우스 마르키우스 루스티우스 루피누스 | 212 – 217년     | 카라칼라                                 |
| 마르쿠스 오클라티니우스 아드벤투스        | 215 – 217년     | 카라칼라                                 |
| 마르쿠스 오펠리우스 마크리누스            | 214 – 217년     | 카라칼라                                 |
| 울피우스 율리아누스                       | 217 – 218년     | 마크리누스                               |
| 율리아누스 네스토르                       | 217 – 218년     | 마크리누스                               |
| 율리우스 바실리아누스                     | 218년           | 엘라가발루스                             |
| 푸블리우스 발레리우스 코마존              | 218 – 221년     | 엘라가발루스                             |
| 플라비우스 안티오키아누스                 | 221 – 222년     | 엘라가발루스                             |
| 플라비아누스                              | 222 – ??년      | 알렉산데르 세베루스                      |
| 게미니우스 크레스투스                     | 222 – ??년      | 알렉산데르 세베루스                      |
| 그나이우스 도미티우스 안니우스 울피아누스 | 222 – 223/228년 | 알렉산데르 세베루스                      |
| 루키우스 도미티우스 호노라투스            | 223 – ??년      | 알렉산데르 세베루스                      |
| 마르쿠스 아이디니우스 율리아누스          | 223 – ??년      | 알렉산데르 세베루스                      |
| 마르쿠스 아티우스 코르넬리아누스          | 230년경         | 알렉산데르 세베루스                      |
| 율리우스 파울루스                         | 228 – 235년     | 알렉산데르 세베루스                      |

### 3세기의 위기(서기 235–285년)
| 프라이펙투스                                     | 임기               | 임명자                              |
| ------------------------------------------------ | ------------------ | ----------------------------------- |
| 비탈리아누스                                     | 238년              | 막시미누스 트락스                   |
| 안눌리누스                                       | ?? – 238년         | 막시미누스 트락스                   |
| 피나리우스 발렌스                                | 238년              | 푸피에누스; 발비누스                |
| 도미티우스                                       | 240년 이전 – ??    | 고르디아누스 3세                    |
| 가이우스 푸리우스 사비니우스 아퀼라 티메시테우스 | 241 – 244년        | 고르디아누스 3세                    |
| 가이우스 율리우스 프리스쿠스                     | 242 – 246년        | 고르디아누스 3세; 필리푸스 아라부스 |
| 필리푸스 아라부스                                | 243 – 244년        | 고르디아누스 3세                    |
| 마이키우스 고르디아누스                          | 244년              | 고르디아누스 3세                    |
| 퀸투스 헤렌니우스 포텐스                         | 249 – 251년        | 데키우스?                           |
| 수케시아누스                                     | 254 – 255/260년    | 발레리아누스                        |
| 실바누스                                         | ?? – 260년경       | 갈리에누스                          |
| 루키우스 페트로니우스 타우루스 볼루시아누스      | 260년경            | 갈리에누스                          |
| 칼리스투스 발리스타                              | 260 – 261년        | 마크리아누스, 퀴에투스              |
| 마르쿠스 아우렐리우스 헤라클리아누스             | 268년              | 갈리에누스                          |
| 율리우스 플라키디아누스                          | 270년경            | 아우렐리아누스                      |
| 마르쿠스 안니우스 플로리아누스                   | 275 – 276년        | 타키투스                            |
| 마르쿠스 아우렐리우스 카루스                     | 276 – 282년        | 프로부스                            |
| 루키우스 플라비우스 아페르                       | 284년              | 누메리아누스                        |
| 마르쿠스 아우렐리우스 사비누스 율리아누스        | 283년경? – 284년경 | 카리누스                            |
| 티투스 클라우디우스 아우렐리우스 아리스토불루스  | 285년              | 카리누스; 디오클레티아누스          |

### 사두 정치에서콘스탄티누스 1세(서기 285–324년)
| 프라이펙투스                                | 임기        | 임명자                                  |
| ------------------------------------------- | ----------- | --------------------------------------- |
| 아프라니우스 한니발리아누스                 | 286/292년   | 디오클레티아누스                        |
| 아스클레피아데스                            | 303년       | (안티오키아 지역)                       |
| 폼포니우스 야누아리아누스                   | 285/286년   | 막센티우스                              |
| 율리우스 아스클레피오도투스                 | 290 – 296년 | 디오클레티아누스; 콘스탄티우스 클로루스 |
| 콘스탄티우스 클로루스                       | ?? – ??     | 디오클레티아누스                        |
| 만리우스 루스티키아누스                     | 306 – 310년 | 막센티우스                              |
| 가이우스 케이오니우스 루피우스 볼루시아누스 | 309 – 310년 | 막센티우스                              |
| 루리키우스 폼페이아누스                     | ?? – 312년  | 막센티우스                              |
| 타티우스 안드로니쿠스                       | 310년       | 갈레리우스                              |
| 폼페이우스 프로부스                         | 310 – 314년 | 리키니우스                              |
| 페트로니우스 안니아누스                     | 315 – 317년 | 콘스탄티누스 1세                        |
| 율리우스 율리아누스                         | 315 – 324년 | 리키니우스                              |
| 유니우스 안니우스 바수스                    | 318 – 331년 | 콘스탄티누스 1세                        |

## 참고 문헌
- Bingham, Sandra J. (1999) [1997]. 《The praetorian guard in the political and social life of Julio-Claudian Rome》. Ottawa: National Library of Canada. ISBN 0-612-27106-4. 2017년 3월 1일에 원본 문서 (PDF)에서 보존된 문서. 2007년 5월 23일에 확인함.
- Howe, Laurence Lee (1942). 《The Pretorian Prefect from Commodus to Diocletian (AD 180-305)》. Chicago, Illinois: University of Chicago Press.
- Miller, M. C. J. (1998). 《Abbreviations in Latin》. Chicago, Illinois: Ares Publishers, inc.
- Rossignol, Benoît (2007). “Les préfets du prétoire de Marc Aurèle”. 《Cahiers du Centre Gustave Glotz》 18: 141–177. doi:10.3406/ccgg.2007.1648.
- Syme, Ronald (1980). “Guard Prefects of Trajan and Hadrian”. 《Journal of Roman Studies》 70: 64–80. doi:10.2307/299556. JSTOR 299556.